# Bagh-e Babur

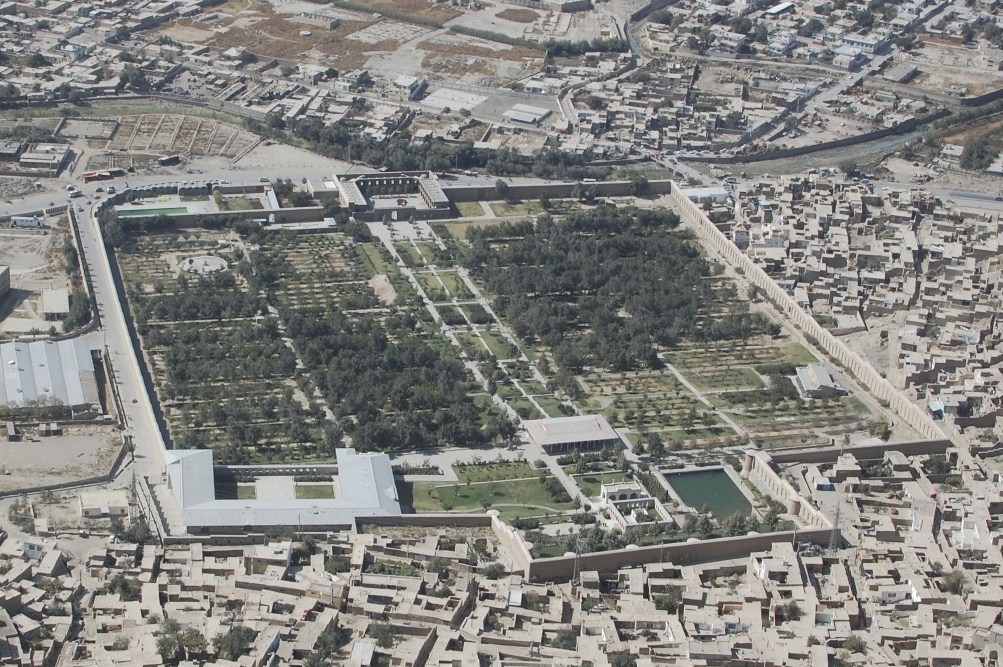
Letecký pohled na zahradu.

Bagh-e Babur, zahrady Babur, místně zvané Bagh-e Babur, je historický park v Kábulu v Afghánistánu, a také poslední místo odpočinku prvního Mughalského císaře Babura. Zahrady byly založeny kolem roku 1528 nl. Součástí zahrady jsou kamenné vodní kanály, kterými proudí voda mezi alejemi stromů z terasy pod mešitou, a bazény v určitých vzdálenostech. V roce 2011 byla zahrada zrekonstruována díky úsilí UNCHS Habitat a Aga Khan Trust.

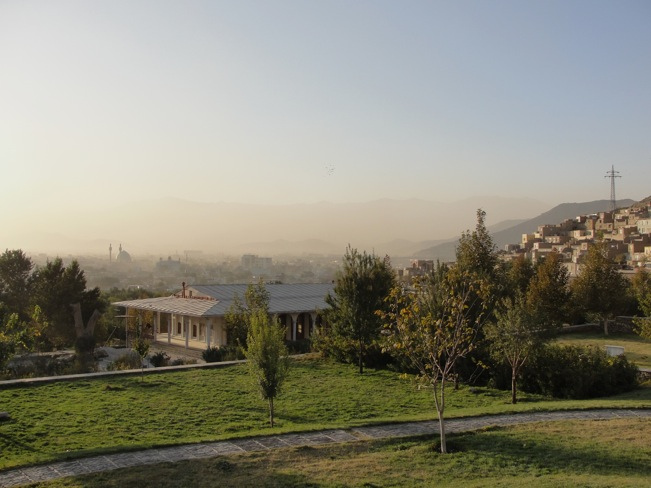

## Historie
Od 19. století proběhly významné změny zahrady. Po zemětřesení, které poničilo park v roce 1842, přišla rekonstrukce v roce 1880, kdy místní vládce Amir Khan Abdurahman zrekonstruoval zahrady v evropském stylu. V roce 1930 došlo k výstavbě bazénů, nádrží a květinové zahrady ve směru centrální osy zahrady a zahrada byla přeměněna na veřejný park. V roce 1980 byl v zahradě vybudován moderní plavecký bazén. Během války mezi soupeřícími frakcemi v Kábulu v roce 1992, byla zahrada a prvky poškozeny požárem, který zničil královnin palác a poškodil mešitu. Miny a nevybuchlá munice zahradu proměnila v nebezpečné místo. Zavlažovací čerpadla byly ukradeny a zbývající stromy pokáceny jako palivo.